# Attaché d’administration hospitalière
Pour les articles homonymes, voir Attaché d'administration.
Les attachés d'administration hospitalière sont des fonctionnaires appartenant à un corps de la fonction publique hospitalière de catégorie A. 
Ils exercent leurs fonctions dans les établissements publics de santé (centres hospitaliers universitaires ou centres hospitaliers), les maisons de retraite publiques, les établissements d'hébergement pour personnes âgées dépendantes (EHPAD), les établissements publics départementaux d’aide sociale à l’enfance, les établissements publics pour personnes handicapées ou inadaptées, les centres d’hébergement et de réinsertion sociale publics ou le Centre d’accueil et de soins hospitaliers de Nanterre.
Leur statut est défini par le décret no 2001-1207 du 19 décembre 2001 modifié portant statut particulier du corps des attachés d’administration hospitalière.

## Métier d'attaché d'administration hospitalière
Sous l’autorité du directeur d’établissement, l'attaché d'administration hospitalière participe à la conception, à l'élaboration et à la mise en œuvre du projet d'établissement ainsi que des politiques décidées dans les domaines administratif, financier, économique, sanitaire, social et médico-social. À ce titre, il est chargé de fonctions de conception, d'expertise, de gestion, ou de pilotage d'unités administratives.
Il a vocation à être chargé de fonctions d'encadrement et peut, dans les établissements publics de santé, assister un chef de pôle d'activité clinique ou médicotechnique. Il peut également se voir confier des missions, des études ou des fonctions comportant des responsabilités particulières, notamment en matière :
- de gestion des ressources humaines,
- de gestion des achats et des marchés publics,
- de gestion financière et de contrôle de gestion,
- de gestion immobilière et foncière,
- de conseil juridique,
- de communication interne et externe,
- d'admission et de relations avec les usagers.

De même, l'attaché d’administration hospitalière peut assurer : 
- la direction d’un bureau,
- la direction d’un service,
- la direction d’un établissement annexe d'une structure hospitalière importante comportant plusieurs sites.

Enfin, il peut être mis à disposition d’une administration de l’État.
Par ailleurs, en contrepartie d'astreintes administratives, l'attaché d'administration hospitalière est logé par l'établissement qui l'emploie.

## Accès au corps des attachés d'administration hospitalière
L'accès au corps est sanctionné par la réussite à un concours ouvert par le ministère chargé de la santé et organisé par le  Centre National de Gestion selon l’une des trois modalités suivantes :
1. Le concours externe, ouvert aux personnes titulaires d’une licence ou d’un autre titre ou diplôme classé au moins au niveau II ou possédant une qualification reconnue comme équivalente à l’un de ces titres ou diplômes par le décret no 2007-196 du 13 février 2007 relatif aux équivalences de diplômes requises pour se présenter aux concours d’accès aux corps et cadres d’emplois de la fonction publique ;
2. Le concours interne, ouvert aux fonctionnaires et agents publics contractuels de droit public des trois fonctions publiques (étatique, hospitalière et territoriale), aux militaires et magistrats en activité, en détachement, en congé parental ou accomplissant le service national, ainsi qu’aux personnes en fonction dans une organisation internationale intergouvernementale. Les candidats doivent justifier à la date de clôture des inscriptions, de trois ans au moins de services publics effectifs. Les périodes de formation ou de stage dans une école ou un établissement ouvrant accès à un corps de la fonction publique ne sont pas prises en compte pour la détermination de cette durée ;
3. Le troisième concours, ouvert aux personnes qui justifient, au plus tard à la date de la première épreuve du concours de l'année au titre de laquelle le concours est organisé, de l’exercice, durant au moins cinq années au total, d’un ou plusieurs mandats électifs d’une collectivité territoriale ou de l’exercice d'une ou plusieurs activités professionnelles en qualité de salarié ou travailleur indépendant, ou d'une expérience de responsable, y compris bénévole, d’une association. La durée de ces activités ou mandats ne peut être prise en compte que si les intéressés n’avaient pas, lorsqu’ils les exerçaient, la qualité de fonctionnaire, de magistrat, de militaire ou d’agent public. Les périodes au cours desquelles l’exercice de plusieurs activités et mandats aurait été simultané ne sont prises en compte qu’à un seul titre.

Les ressortissants des États membres de l’Union européenne ou des autres États parties à l’accord sur l’espace économique européen autre que la France peuvent se présenter à ces concours sous réserve qu’ils remplissent les mêmes conditions requises que les nationaux.
Les parents de trois enfants (mères ou pères), candidats au concours externe, peuvent bénéficier d’une dispense de diplôme dans les conditions fixées par le décret no 81-317 du 7 avril 1981.
Toutefois, « nul ne peut concourir plus de trois fois à l’un ou l’autre de ces trois concours ni plus de cinq fois au total à l’ensemble de ces concours ».
En 2015, le nombre global de places offertes au concours est de 95, chiffre maintenu en 2016. En 2017, le nombre global de postes offerts au concours est porté à 100. En 2018, il est porté à 120, ce nombre est reconduit pour 2019. (cf. site du  Centre National de Gestion)

## Formation
Les lauréats au concours sont nommés élèves attachés par arrêté du ministre chargé de la santé. Ils suivent, à l'École des hautes études en santé publique (EHESP), un cycle de formation d'une durée totale de douze mois comportant un enseignement théorique et des stages pratiques. Cette formation tient lieu d'année de stage telle qu'elle est prévue par l'article 37 de la loi du 9 janvier 1986. Le cycle de formation fait l'objet d'une évaluation par un jury.
Le cycle de formation théorique et pratique des élèves attachés prévu par l'article 8 du décret du 19 décembre 2001 s'articule autour d'enseignements théoriques et de travaux pratiques d'une durée totale de huit mois accomplis à l'EHESP, ainsi que des stages pratiques de mises en situations professionnelles d'une durée totale de quatre mois effectués dans des établissements de santé publics ou privés ou dans d'autres établissements agréés par le directeur de l'EHESP.
Les stages pratiques de mises en situation professionnelles s'effectuent sous la conduite et la responsabilité du directeur de l'EHESP assisté, au sein de l'établissement, par un maître de stage.
Les enseignements et les travaux déterminés par l'EHESP comprennent des cours magistraux, des travaux pratiques, des travaux dirigés, des travaux de groupe, des travaux interdisciplinaires.
En lien permanent avec les stages pratiques de mises en situations professionnelles, ils s'articulent autour des thèmes suivants :
- santé publique,
- management,
- prise en charge en établissements de santé,
- management des relations humaines, gestion financière et budgétaire,
- management de la qualité et gestion des risques,
- stratégies et management des achats, des processus logistiques et travaux, systèmes d'information en santé,

Ils peuvent être complétés par des visites auprès de divers établissements ou organismes agréés par le directeur de l'EHESP.
La nomination en qualité d'élève attaché est subordonnée pour chacun des lauréats à la souscription de l'engagement de suivre le cycle de formation et à celui de servir dans les établissements publics hospitaliers, pendant une durée de cinq ans à compter de leur titularisation dans le corps des attachés d'administration hospitalière.

## Affectation et titularisation
À compter de sa première affectation, la gestion administrative de l'attaché d’administration hospitalière est assurée localement par les établissements relevant de la fonction publique hospitalière. Préalablement, c'est le Centre national de gestion qui assure son recrutement comme élève fonctionnaire en formation à l’EHESP et se charge de sa première affectation à l'issue de celle-ci.
Les élèves attachés dont le cycle de formation a été validé par le jury sont inscrits par ordre alphabétique sur une liste d'aptitude établie par un arrêté du ministre chargé de la santé. À l'issue de leur formation, les élèves attachés inscrits sur cette liste d'aptitude postulent sur la liste des postes offerts à la vacance, fixée sur proposition du directeur général du Centre national de gestion par un arrêté du ministre chargé de la santé publié au Journal officiel. 
A l'issue de leur formation, les élèves attachés sont titularisés et affectés,par intégration directe dans l'établissement de leur choix par décision du chef d'établissement.

## Cycle d'études préparatoires
Avant de se présenter au concours interne, les fonctionnaires et agents publics des trois fonctions publiques (étatique, hospitalière et territoriale) peuvent être admis à suivre un cycle d'études préparatoires organisé par l'EHESP .
Ne peuvent toutefois être candidats au concours d'accès à ce cycle d'études préparatoires les personnes qui ont déjà suivi un cycle préparatoire organisé à l'intention des fonctionnaires et agents publics candidats aux concours figurant sur la liste prévue à l'article 1er du décret no 76-811 du 20 août 1976.
Tous les candidats ayant suivi un cycle d'études préparatoires sont tenus de se présenter, à l'expiration de leur période d'études, au concours interne d'accès au cycle de formation des élèves attachés d'administration hospitalière. À défaut, ils doivent rembourser les frais de la scolarité qu'ils ont suivie.
Les fonctionnaires titulaires admis à ce concours sont détachés auprès de l'EHESP, pour suivre, en qualité de stagiaires, le cycle d'études préparatoires. À l'issue de leur détachement, ils sont réintégrés de plein droit dans leur établissement d'origine. Les agents non titulaires et les fonctionnaires stagiaires bénéficient d'un congé non rémunéré pour la durée du cycle préparatoire, ils bénéficient néanmoins d'une indemnité équivalente à leur traitement antérieur servie par l'EHESP.

## Carrière
Le corps des attachés d'administration hospitalière comprend trois grades ;
- le grade d'attaché comportant onze échelons.
- le grade d'attaché principal comportant dix échelons ;
- le grade d'attaché hors classe comportant six échelons et un échelon spécial ;

Le grade d'attaché hors classe donne vocation à exercer des fonctions correspondant à un niveau élevé de responsabilité.
L'attaché d'administration hospitalière peut évoluer dans sa carrière en se dirigeant, au sein de la fonction publique hospitalière, vers les métiers de directeur d’hôpital ou de directeur d’établissement sanitaire, social et médico-social soit par le biais du concours soit par celui du tour extérieur.
Il peut également par voie de détachement exercer dans les deux autres fonctions publiques comme Attaché d'administration de l'État ou comme Attaché d'administration territorial.

## Textes de référence

### Textes de portée générale
- Loi no 83-634 du 13 juillet 1983 portant droits et obligations des fonctionnaires ;
- Loi no 86-33 du 9 janvier 1986 portant dispositions statutaires relatives à la fonction publique hospitalière ;
- Décret no 97-487 du 12 mai 1997 fixant les dispositions communes applicables aux agents stagiaires de la fonction publique hospitalière ;
- Décret no 2007-961 du 15 mai 2007 fixant les dispositions statutaires communes applicables à certains corps de fonctionnaires de catégorie A de la fonction publique hospitalière ;
- Décret no 2010-30 du 8 janvier 2010 pris en application de l’article 77 de la loi no 86-33 du 9 janvier 1986 modifiée portant dispositions statutaires relatives à la fonction publique hospitalière (logement de fonctions) ;
- Arrêté du 24 mars 1967 relatif aux conditions d’attribution de primes de service aux personnels de certains établissements énumérés à l’article 2 de la loi du 9 janvier 1986.

### Textes spécifiques aux attachés d’administration hospitalière
- Décret no 2001-1207 du 19 décembre 2001 modifié portant statut particulier du corps des attachés d'administration hospitalière ;
- Décret no 2018-507 du 21 juin 2018 modifié relatif au classement indiciaire des attachés d’administration hospitalière ;
- Arrêté du 18 juin 2009 relatif aux taux des indemnités forfaitaires représentatives de travaux supplémentaires allouées à certains personnels de la fonction publique hospitalière ;
- Arrêté du 30 juin 2009 organisant l’ouverture d’une classe préparatoire intégrée aux concours externes de recrutement de personnel de direction des établissements mentionnés aux 1° et 7° de l’article 2 de la loi no 86-33 du 9 janvier 1986 portant dispositions statutaires relatives à la fonction publique hospitalière, de directeurs d’établissements sanitaires, sociaux et médico-sociaux, d’attachés d’administration hospitalière et d’inspecteurs de l’action sanitaire et sociale ;
- Arrêté du 31 décembre 2009 fixant la composition du jury, la nature des épreuves et les modalités d’organisation de l’examen professionnel au grade d’attaché principal d’administration hospitalière ;
- Arrêté du 14 décembre 2010 fixant les modalités des épreuves pour l’accès au cycle préparatoire au concours interne de recrutement des attachés d’administration hospitalière ;
- Décret no 2011-40 du 10 janvier 2011 relatif à la rémunération des stagiaires des cycles préparatoires organisés par l’École des hautes études en santé publique ;
- Arrêté du 30 décembre 2011 fixant le contenu et les modalités du cycle de formation des élèves attachés d’administration hospitalière ainsi que son évaluation ;
- Arrêté du 6 février 2012 déterminant les modalités d’organisation et de validation de la formation d’adaptation à l’emploi des fonctionnaires recrutés par inscription sur une liste d’aptitude et du personnel détaché dans le corps des attachés d’administration hospitalière ;
- Arrêté du 15 février 2012 fixant la composition du jury, le programme, la nature des épreuves et les modalités d’organisation des concours d’accès au cycle de formation des élèves attachés d’administration hospitalière ;
- Décret no 2012-750 du 9 mai 2012 fixant le régime indemnitaire, à l’École des hautes études en santé publique, des élèves attachés d’administration hospitalière ;
- Arrêté du 9 mai 2012 relatif aux indemnités allouées, à l’École des hautes études en santé publique, aux élèves attachés d’administration hospitalière.

### Jurisprudence
- Arrêt no 312136 du Conseil d’État, 1re sous-section en date du 8 avril 2009 précisant que le critère de pondération générale (baisse ou maintien) appliqué automatiquement à la note d’un fonctionnaire pour tenir compte de son changement de grade est dépourvu de tout lien avec sa valeur professionnelle et n’est pas, par suite, au nombre des motifs pouvant légalement être pris en compte par l’autorité investie du pouvoir de notation.
- Arrêt no 328370 du Conseil d’État, 5e sous-section en date du 18 juillet 2011 relatif à la nouvelle bonification indiciaire de 25 points instituée par le 4° de l’article 4 du décret du 14 février 1994.